# Französischer Revolutionskalender

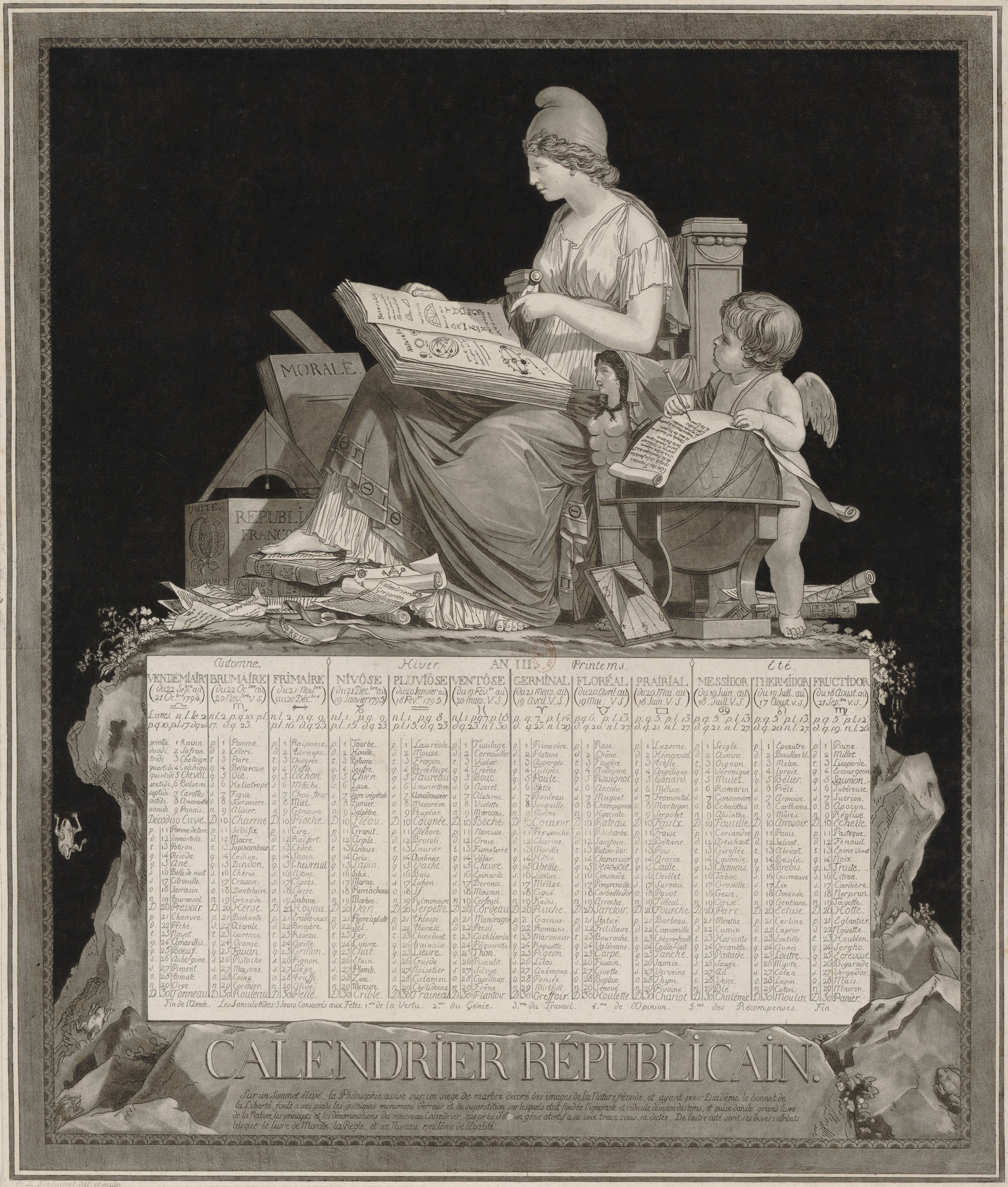
Republikanischer Kalender von 1794

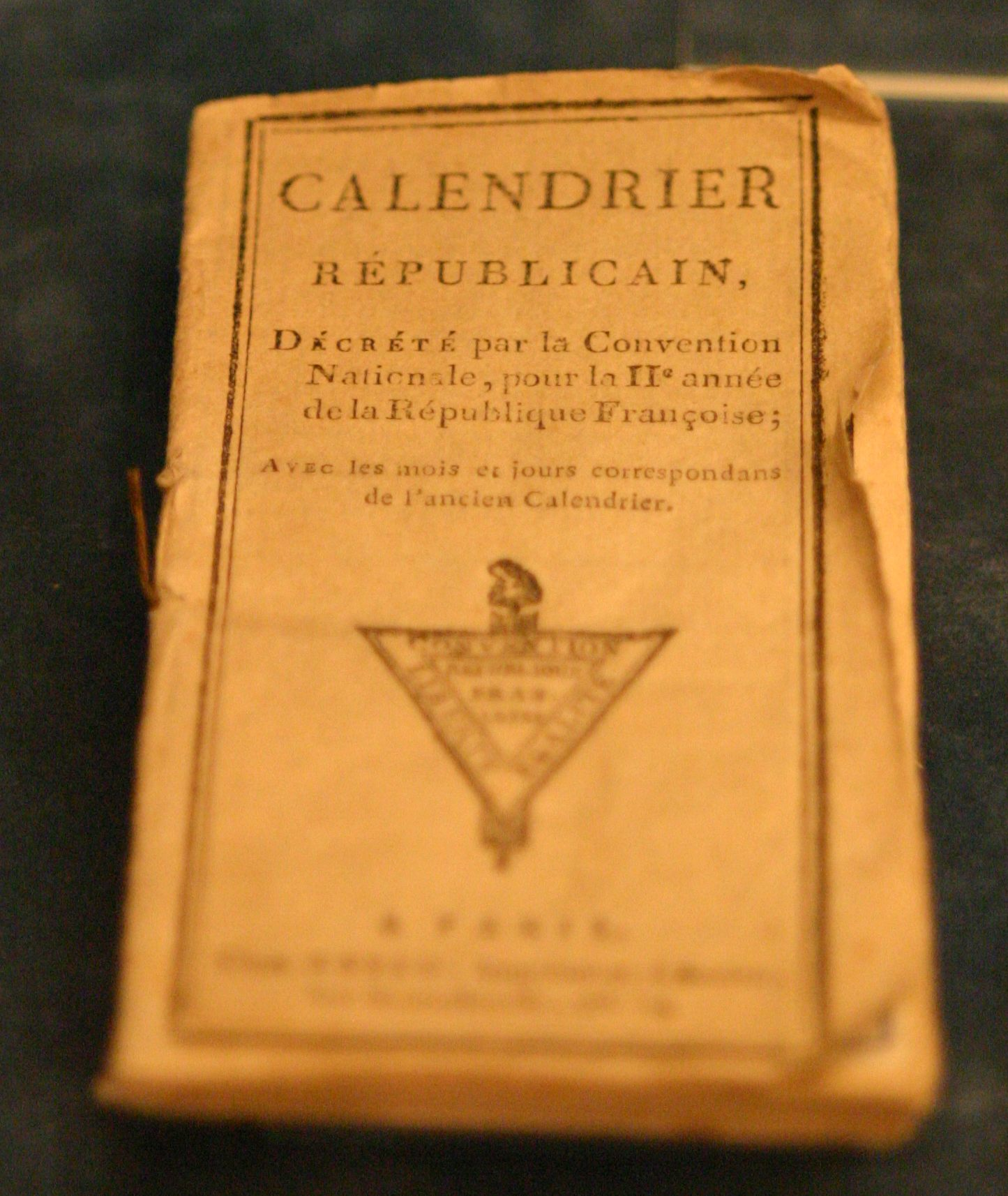
Exemplar des Französischen Revolutionskalenders im Historischen Museum von Lausanne.

Der Französische Revolutionskalender, auch republikanischer Kalender (französisch calendrier révolutionnaire français bzw. calendrier républicain), wurde infolge der Französischen Revolution von 1789 geschaffen und galt offiziell ab dem 22. September 1792 bis zum 31. Dezember 1805.
In Beschreibungen der Revolution werden einzelne Daten zur Bezeichnung bestimmter Ereignisse nach dem Revolutionskalender eingesetzt, so etwa der 9. Thermidor (das Ende der jakobinischen Schreckensherrschaft) oder der 18. Brumaire (die Machtergreifung Napoleons).

## Einführung und Geltung
| Von                | Bis                |                                             |
| ------------------ | ------------------ | ------------------------------------------- |
| 15. Juli 1789      | 31. Dezember 1789  | Jahr I der Freiheit                         |
| 1. Januar 1790     | 31. Dezember 1790  | Jahr II der Freiheit                        |
| 10. August 1792    | 21. September 1792 | Jahr I der Gleichheit                       |
| 22. September 1792 | 31. Dezember 1792  | Jahr I der Republik                         |
| 1. Januar 1793     | 21. September 1793 | erst Jahr II, dann Jahr I der Republik      |
| 22. September 1793 | 24. November 1793  | rückwirkend neue Tage/Monate                |
| 22. September 1793 | 21. September 1794 | Jahr II der Republik                        |
| 22. September 1805 | 31. Dezember 1805  | letztes Jahr des republikanischen Kalenders |

Mit dem 15. Juli 1789, einen Tag nach Erstürmung der Bastille, wurde das An I de la liberté („Jahr Eins der Freiheit“) ausgerufen, allerdings nach diesem Kalender zunächst nur inoffiziell, beispielsweise von revolutionären Zeitungen wie dem Moniteur datiert. Da ansonsten der gregorianische Kalender beibehalten wurde, dauerte das Jahr I nur 5½ Monate. Der 1. Januar 1790 war der Beginn des Jahres II der Freiheit. Diese Jahreszählung wurde 1849 im Positivisten-Kalender wieder aufgegriffen.
Am 10. August 1792, mit dem Tuileriensturm, wurde das „Jahr I der Gleichheit“ ausgerufen.
Am 22. September 1792 schaffte der Nationalkonvent die Monarchie ab; zugleich beschloss er, mit diesem Stichtag das „Jahr I der Republik“ (An I de la République Française) beginnen zu lassen und die staatlichen Institutionen zu verpflichten, die neue, geänderte Jahreszahl zu verwenden. Am 5. Oktober 1793 entschied der Nationalkonvent, auch die Zählung der Tage und Monate zu erneuern. Dieser 2. republikanische Kalender trat am 24. November 1793 (4. Frimaire II) rückwirkend ab dem 22. September 1792 in Kraft. Der Teil des Jahres 1793 bis zum 21. September, der nach der vorherigen Orientierung am gregorianischen Kalender zum Jahr II gezählt hatte, wurde dem Jahr I zugerechnet. Der Französische Revolutionskalender war nicht proleptisch, das heißt, er wurde nicht rückwirkend angewendet. Für Daten vor dem 22. September 1792 wurde weiterhin die Datierung des gregorianischen Kalenders verwendet; Datierungen nach dem alten Kalender wurden durch den Zusatz E.V. (ère vulgaire, also „gemeine (im Sinne von ‚übliche, gewöhnliche‘) Ära“) gekennzeichnet.
Der republikanische Kalender galt bis zum 31. Dezember 1805. Napoleon I. führte 1806 den gregorianischen Kalender wieder ein. In den Teilen Europas, die während der napoleonischen Zeit zum französischen Staatsgebiet gehörten, galt der Revolutionskalender verbindlich in öffentlichen Angelegenheiten.
1871 kam er nochmals während der linksradikalen Pariser Kommune zum Einsatz. Heute verwenden Autoren die Datierung nach diesem Kalender gelegentlich, um Büchern über die Revolution ein gewisses historisches Kolorit zu geben.

## Hintergrund
Die Revolution verfolgte spätestens seit 1792 eine Entchristianisierungspolitik, weshalb der neue Kalender keinen christlichen Bezug (z. B. Christi Geburt, christliche Feiertage) mehr enthalten sollte. Vielmehr sollte für alle Lebensbereiche das Prinzip der „Vernunft“ bestimmend sein, so auch in der Einführung von Währungs-, Maß- und Gewichtseinheiten, die auf dem Dezimalsystem und möglichst „natürlichen“ Basiswerten beruhten. Am 1. August 1793 wurden mit Wirkung zum 1. Juli 1794 auch am Dezimalsystem orientierte Maß- und Währungseinheiten (Meter und Gramm, Liter, Franc) eingeführt.
Wirtschaftlich brachte der Kalender eine erhebliche Erhöhung der Zahl der Arbeitstage mit sich, da es nur noch alle zehn statt alle sieben Tage einen Ruhetag gab und die zahlreichen kirchlichen Feiertage wegfielen, was allein schon seiner Beliebtheit nicht förderlich war.

## Struktur
Das Jahr besaß gemäß dem Revolutionskalender 12 Monate zu 30 Tagen mit jeweils 3 Dekaden (10 Tagen). Dazu kamen fünf (in Schaltjahren sechs) Ergänzungstage.
Der Jahresbeginn war während der gesamten Gültigkeitsdauer des Revolutionskalenders auf den Tag der Tag-und-Nacht-Gleiche im Herbst festgelegt, genauer auf Mitternacht vor dem wahren Herbstäquinoktium – bezogen auf Paris. Da hierdurch zukünftige Daten ohne Himmelsbeobachtung nicht zu bestimmen waren und dies keine festen Regeln zuließ, wurden am 7. Fructidor III (24. August 1795) von einer Kommission unter Vorsitz des Mathematiklehrers Gilbert Romme Schaltjahresregeln vorgeschlagen, die sich am gregorianischen Kalender orientierten. Romme orientierte sich dabei stark am Maréchal-Kalender, der bereits zum Jahresende 1787 erschienen war und der seinen Herausgeber Sylvain Maréchal ins Gefängnis gebracht hatte. Die Schalttage sollten jeweils an das Ende der durch vier teilbaren republikanischen Jahre gelegt werden. Die gregorianische Regel der ausnahmsweise normalen Jahre sollte auf den neuen Kalender übertragen werden. Zusätzlich sollte entweder jedes 3600. oder jedes 4000. Jahr auch kein Schaltjahr sein. Dadurch hätte sich eine durchschnittliche Jahreslänge von 365 Tagen 5 Stunden 48 Minuten 48 Sekunden beziehungsweise 50,4 Sekunden (gregorianisch: 365d 5h 49′ 12″) ergeben, das heißt etwa zwei bis dreieinhalb Sekunden länger als das damalige, tatsächliche tropische Jahr. Ein Vier-Jahres-Zyklus sollte Franciade genannt werden.
Das Dekret der Regulation der Schaltjahre (années sextiles) wurde nie erlassen oder umgesetzt. So waren die Jahre III, VII und XI der Republik „sextile Jahre“. Das Jahr XV war ebenfalls als Schaltjahr vorgesehen, die Abschaffung des Systems zum Jahresbeginn 1806 (11. Nivôse XIV) erledigte dies jedoch.

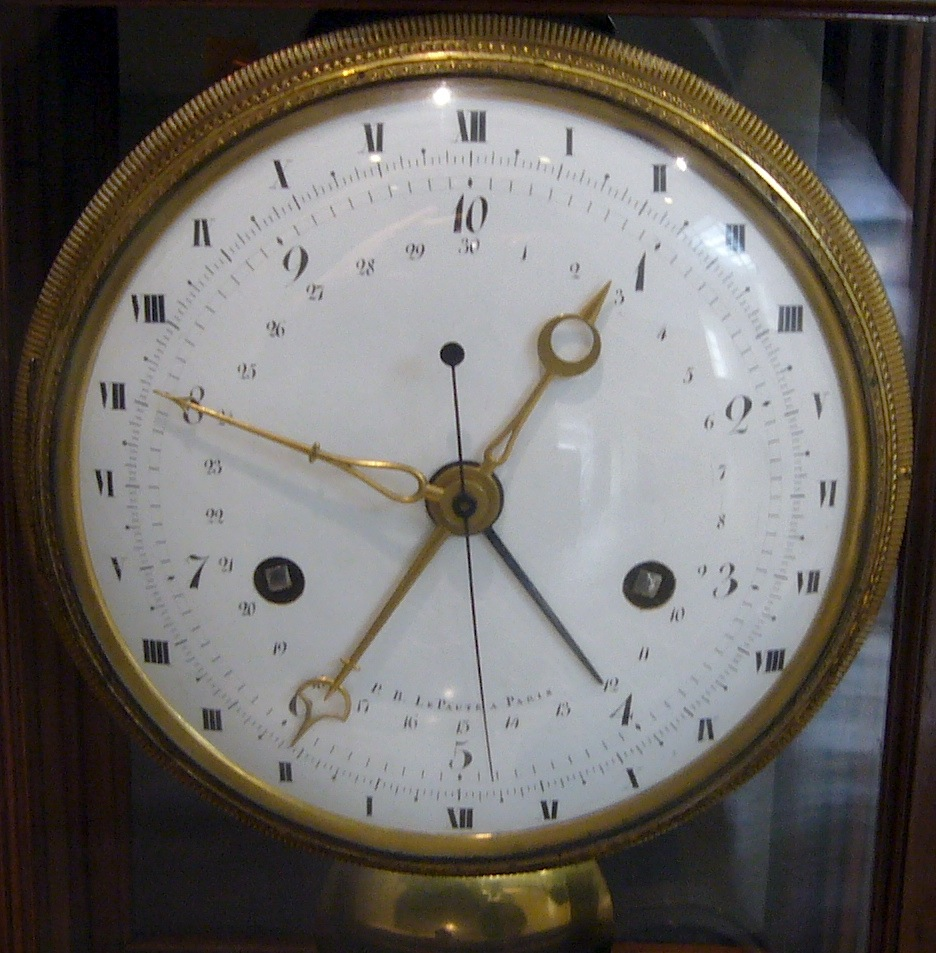
„Revolutionsuhr“ (Ende 18. Jh.). Innere Skala mit arabischen Ziffern: die neue „dezimale“ 10-Stunden-Einteilung, äußere Skala mit römischen Ziffern: die herkömmliche 24-Stunden-Einteilung.

### Tage
Die zehn Tage der Dekaden wurden durchgezählt:
1. Primidi
2. Duodi
3. Tridi
4. Quartidi
5. Quintidi
6. Sextidi
7. Septidi
8. Octidi
9. Nonidi
10. Decadi

### Monate
Die 12 Monate des republikanischen Kalenders wurden, basierend auf einem Namenskatalog, der von dem Abgeordneten Fabre d’Églantine ausgearbeitet wurde, in vier jahreszeitliche Gruppen eingeteilt, beginnend mit dem Jahrestag der Republik als erstem Tag des Jahres:
| Herbstmonate (auf -aire endend)     | Herbstmonate (auf -aire endend)                           | Herbstmonate (auf -aire endend) |
| ----------------------------------- | --------------------------------------------------------- | ------------------------------- |
| Vendémiaire (Herbstmonat)           | lateinisch vindemia „Weinlese“                            | 22. September bis 21. Oktober   |
| Brumaire (Nebelmonat)               | französisch brume „Nebel“                                 | 22. Oktober bis 20. November    |
| Frimaire (Reifmonat, Frostmonat)    | französisch frimas „Raureif“                              | 21. November bis 20. Dezember   |
| Wintermonate (auf -ôse endend)      |                                                           |                                 |
| Nivôse (Schneemonat)                | lateinisch nix, nivis „Schnee“                            | 21. Dezember bis 19. Januar     |
| Pluviôse (Regenmonat)               | lateinisch pluvia „Regen“                                 | 20. Januar bis 18. Februar      |
| Ventôse (Windmonat)                 | lateinisch ventus beziehungsweise französisch vent „Wind“ | 19. Februar bis 20. März        |
| Frühlingsmonate (auf -al endend)    |                                                           |                                 |
| Germinal (Sprossenmonat, Keimmonat) | lateinisch germen, germinis „Keim; Spross“                | 21. März bis 19. April          |
| Floréal (Blütenmonat)               | lateinisch flos, floris „Blume“                           | 20. April bis 19. Mai           |
| Prairial (Wiesenmonat)              | französisch prairie „Wiese“                               | 20. Mai bis 18. Juni            |
| Sommermonate (auf -idor endend)     |                                                           |                                 |
| Messidor (Erntemonat)               | lateinisch messis „Ernte“                                 | 19. Juni bis 18. Juli           |
| Thermidor (Hitzemonat)              | griechisch thermós „warm“                                 | 19. Juli bis 17. August         |
| Fructidor (Früchtemonat)            | lateinisch fructus „(Feld-)Frucht“                        | 18. August bis 16. September    |

### Übergangstage
Die sechs Übergangstage am Jahresende (Sansculottiden genannt) waren Feiertage.
- Jour de la Vertu, Tag der Tugend (17. September, ab 1800 18. September)
- Jour du Génie, Tag des Geistes (18. September, ab 1800 19. September)
- Jour du Travail, Tag der Arbeit (19. September, ab 1800 20. September)
- Jour de l’Opinion, Tag der Meinung (20. September, ab 1800 21. September)
- Jour des Récompenses, Tag der Belohnung (21. September, ab 1800 22. September)
- Jour de la Révolution, Tag der Revolution (nur in Schaltjahren 22. September 1795/99 und 23. September 1803)

### Tageseinteilung
Das Kalendergesetz vom 4. Frimaire II (24. November 1793) sah eine dezimale Zeiteinteilung mit Beginn des Jahres III (22. September 1794) vor. Der Tag sollte in 10 Stunden (heure décimale) zu 100 Minuten (minute décimale) zu 100 Sekunden (seconde décimale) eingeteilt werden. Die neue Sekunde war damit etwas kürzer als die alte (−13,6 %), die Minute deutlich länger (+44 %), während die Revolutionsstunde mit ihrer 2,4-fachen Länge gegenüber der alten Stunde eine völlig neue Zeiteinheit darstellte. Die Umsetzung dieses Vorhabens hätte alle vorhandenen Uhren unbrauchbar gemacht. Neue Maßstäbe und Gewichte waren einfach herzustellen, neue Uhren waren jedoch sehr teuer. Am 18. Germinal III (7. April 1795) beschloss der Konvent, das Gesetz zur dezimalen Tageseinteilung auszusetzen; es trat nie in Kraft.

#### Umrechnung
(Stunden × 3600 + Minuten × 60 + Sekunden) ÷ 0,864 = Dezimalsekunden des Tages

#### Beispiele
- 19:12 Uhr = (19 × 3.600 + 12 × 60 + 0) ÷ 0,864 = 80.000, was für die achtzigtausendste Dezimalsekunde des Tages steht. Da der Revolutionskalender auf dem Dezimalsystem basiert, lässt sich relativ leicht ablesen, dass es genau 8 Uhr der Revolutionszeit wäre. 80.000 → 8:00:00 → 8 Uhr.
- 20:15 Uhr = (20 × 3.600 + 15 × 60 + 0) ÷ 0,864 = 84.375 → 8:43:75 → 8 Dezimalstunden 43 Dezimalminuten und 75 Dezimalsekunden.

#### Dezimaluhren
Die Uhrenhersteller Berthoud, Firstenfelder, Lenoir und Perrier bauten entsprechende Dezimaluhren nach dem neuen System (1 Tag mit 10 Stunden; jede Stunde hat 100 Minuten). Die meisten hatten ein Zifferblatt, das die alte und neue Tageseinteilung nebeneinander anzeigte. Während der Revolution wurde an den Tuilerien in Paris eine große Dezimaluhr angebracht, eine weitere wurde im Konferenzsaal der Nationalversammlung aufgestellt.
Erhaltene Revolutionsuhren sind im Musée Carnavalet in Paris, im historisch-archäologischen Museum zu Orléans (le musée historique et archéologique, Orléans) sowie im Museum für Kunst und Geschichte in Genf (Musée d’art et d’histoire (Genf)) und waren auch im früheren Uhrenmuseum Abeler in Wuppertal zu sehen.

## Entstehung der Namen
Im Dekret vom 5. Oktober 1793 wurden die Tage der Dekaden durchgezählt (premier, second, troisième…); jour de la première (seconde, troisième…) décade. Der als Ruhetag vorgesehene zehnte Tag erhielt den Namen decadi. Der Dichter Fabre d’Églantine schlug am 24. Oktober eine Benennung auch der anderen Tage nach diesem Muster vor.
Nach dem Vorbild und zur Ersetzung der christlichen Tagesheiligen wurden alle Tage mit einem Eigennamen bezeichnet. Die Decadis wurden nach landwirtschaftlichen Arbeitsgeräten, die Quintidis nach Haustieren, alle übrigen Tage – außer im Nivose – nach Pflanzen benannt (Namensverzeichnisse in den Artikeln zu den einzelnen Monaten, hier auf die Monatsnamen klicken).
Ebenso wie die Tage der Dekaden wurden auch die Monate im ersten Entwurf einfach durchgezählt (premier, second, troisième etc. mois de l’année). Stattdessen schlug Fabre d’Églantine Monatsnamen vor, die auf einen typischen Aspekt des Klimas verwiesen (etwa Dezember: nivôse „der Verschneite“) oder auf wichtige Zeitpunkte des landwirtschaftlichen Lebens (der Erntemonat September: vendémiaire zu lateinisch vindemia „Weinlese“). Da diese Namen eng mit dem französischen Klima verknüpft waren, war dieser Kalender, obwohl seine Gestalter ihn universell verwendet wissen wollten, von sehr regionaler Natur. Für die Ergänzungstage, die zunächst jours complémentaires hießen, schlug Fabre d’Églantine den Namen Sansculottides vor. Er schlug auch die Namen der Tage (statt premier jour complémentaire…) vor. Am 24. November 1793 wurden diese Vorschläge mit geringfügigen Änderungen angenommen. So erscheinen die Sansculottides als Sansculotides und bei den Monaten auf -ose wurde auf den Zirkumflex verzichtet.